# 萊茵金屬RMK30無后座力轉輪式機炮

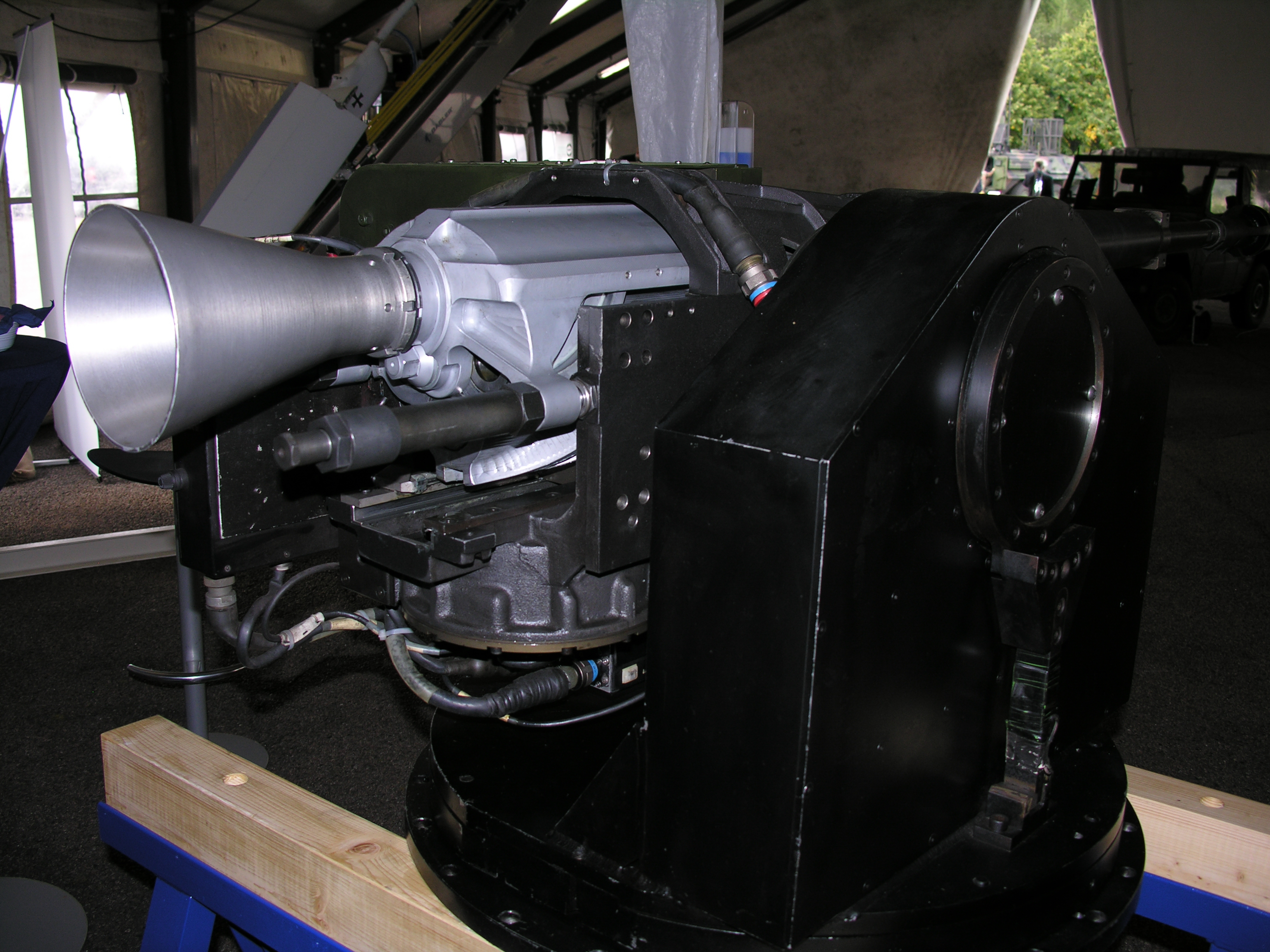
Rheinmetall RMK30 (TechDemo 2008)

萊茵金屬RMK30（英語：Rheinmetall RMK30）是一門由德国武器製造商莱茵金属所研製，旗下的子公司毛瑟公司所生產的單管无後座力30毫米口径轉輪式機炮，發射30×250毫米無殼機炮炮彈。

## 概述
德國BWB需要一門新型無後座力砲，因此在1993年，莱茵金属開始研發RMK30。與過去的無後座力武器相反，它能夠連發或全自動射擊，而且不產生後座力。這是一門3膛室型转膛机炮，其轉輪與擊發機構是由電動馬達所驅動，使其發射速率高達300發／分鐘。部分的發射藥高壓火藥燃氣會被排出到的機炮的後部，補償其後座力，並可讓重量輕和／或剛性較為差劣的炮架裝上。雖然無後座力射擊原理的RMK30仍然具有比常規的30毫米口徑機炮更高的槍口能量。
但亦與其他無後座力砲一樣，RMK30的一個根本性缺點，就是發射之後向後噴出的火藥氣體會危害到數十米的距離內的人員和物體，因此不可能將其內置於封閉的炮塔以內。
RMK30機炮已被提議作為德國聯邦國防軍（當代德國軍隊）所屬的歐直虎式UHT型攻擊直升機的升級計劃的一環。UHT型目前仍然尚欠一門機頭機炮，因為德國軍隊對於安裝到其他版本的虎式直升機的機首法國GIAT 30毫米機炮炮塔的後座力、精確度和射程感到不滿。
1996年，它亦被測試安裝在鼬鼠裝甲武器運輸車（英語：Wiesel Armoured Weapons Carrier，簡稱：Wiesel AWC）以上。
一個不尋常的研究（MORAINE項目）建議將RMK30機炮安裝在212型潛艇的可伸縮式桅杆上。這樣的桅杆會增強該潛艇的火力，因為目前它缺乏適當的手段以打擊小型水面目標或只是用作警告射擊。這項研究直接涉及到MURAENA機炮系統的概念。

## 資料來源
1. 1 2 3 4  . WaffenHQ.de.   [17 November 2010]. （原始内容存档于2013-02-23） （德语）.
2. ↑  Слюсар В.И. Электроника в борьбе с терроризмом: защита гаваней. Часть 2. //Электроника: наука, технология, бизнес. – 2009. - № 6. - C. 90 - 95. （页面存档备份，存于）

## 外部連結
- （英文）—Manufacturer's page[]
- （德文）—waffenhq.de—Beschreibung der RMK 30 （页面存档备份，存于）